# 콘스탄틴 (영화)
《콘스탄틴》(영어: Constantine)은 버티고 코믹스의 《Hellblazer》코믹 북을 바탕으로 한 2005년 미국의 오컬트 탐정(occult detective fiction) 영화이다. 홍콩에서 2005년 2월 8일, 미국과 캐나다에서 2005년 2월 18일에 출시되었다. 미국영화협회에 의해 폭력성과 악마 이미지들로 R 등급을 받았다.

## 줄거리
상습 흡연자이자 빈정대기를 좋아하는 존 콘스탄틴(키아누 리브스)은 천사, 악마, 혼혈을 볼 수 있는 특별한 재능을 가지고 있다. 천사는 천국에, 악마는 지옥에 있어야만 하고, 현세에 들어올 수 있는 존재는 오직 혼혈 뿐이다. 신과 악마가 합의한 규율에 의해 천사와 악마는 인간에게 직접적인 영향을 끼칠 수 없다. 천사 혼혈과 악마 혼혈들마저 인간을 단지 설득할 수만 있다. 콘스탄틴은 규율을 어기고 인간에게 직접적인 영향을 끼친 혼혈을 천국과 지옥으로 돌려보내는 일을 맡은 청부 업자이다.
평소처럼 악마를 퇴치하던 콘스탄틴은 규율에 의해서라면 현세에 올 수 없는 악마가 활개를 치고 있음을 깨닫는다. 동시에 그는 폐암 선고를 받는다.
혼혈 천사 가브리엘은 인간들이 신의 사랑을 받을만한 존재라는 사실을 입증하기를 바란다. 지옥처럼 되어버린 현세에서 살아남아 진실로 훌륭한 존재가 되길 바라는 것이다. 가브리엘은 단지 회개만을 거쳐서 신의 용서를 받는 인간은 과도한 특혜를 받고 있다고 생각한다. 너무 쉽다는 것이다. 때문에 그녀는 현세로 넘어오려는 사탄의 아들 맘몬을 돕기로 했다. 맘몬은 신의 조력이 있어야만 현세로 올 수 있다. 이제 세상을 구하는 것은 존 콘스탄틴에게 달려있다.

## 배역
- 키아누 리브스 - 존 콘스탄틴
- 레이철 바이스 - 안젤라 도슨 / 이사벨 도슨
- 샤이아 러버프 - 채즈
- 틸다 스윈턴 - 가브리엘
- 프루잇 테일러 빈스 - 헨니시 신부
- 자이먼 혼수 - 미드나이트
- 개빈 로즈데일 - 발사자르
- 피터 스토메어 - 사탄 루시퍼
- 맥스 베이커 - 비맨
- 제시 라미레즈 - 스캐빈저
- 호세 주니가 - 웨이스
- 프랜시스 구이넌 - 가렛 신부
- 래리 세더 - 버민 맨
- 에이프릴 그레이스 - 레슬리 아처 박사
- 수잔 황 - 어머니
- 니콜라스 다운스 - 교회 참석자
- 타노아이 리드 - 미드나이트 바운서
- 앤 리어슨 - 버스에 타고 있는 노인
- 라즈 알론소 - 시체안치소 경비원
- 에드워드 J. 로젠 - 주류 판매점 서기

## 한국판 성우진(SBS)
- 구자형 - 존 콘스탄틴(키아누 리브스)
- 문선희 - 앤절라 도슨(레이철 바이스)
- 정재헌 - 채즈 크레이어(샤이아 러버프)
- 유남희 - 가브리엘(틸다 스윈턴)
- 장광 - 사탄 루시퍼(피터 스토메어) / 헨니시 신부(프루이트 테일러 빈스)
- 오세홍 - 비먼(맥스 베커)
- 안장혁 - 미드나잇(자이먼 혼수)
- 변종필 - 신부(프란시스 귀넌) / TV 방송 음성
- 김용준 - 발사자르(개빈 로즈데일)
- 이상범 - 형사(호세 수니가) / TV 방송 음성
- 이자옥 - 병원 의사(에이프릴 그레이스) / TV 방송 음성